# ニコライ・レザノフ

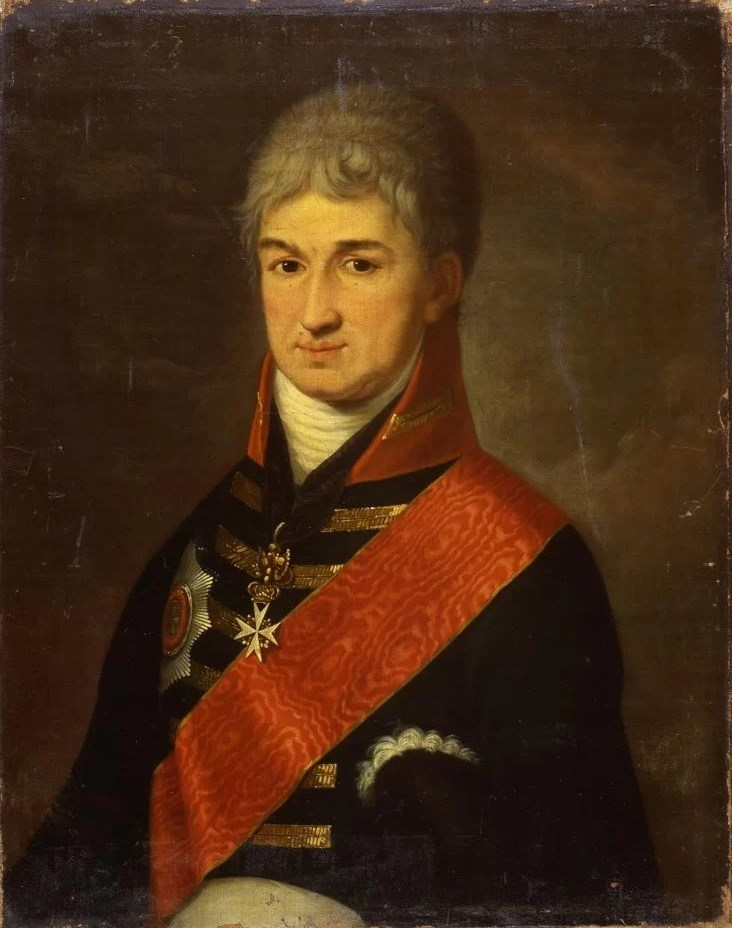
ニコライ･レザノフ

ニコライ・ペトロヴィッチ・レザノフ（Nikolai Petrovich Rezanov, 露:ニコラーィ・ペトローヴィチ・レザーノフ, ロシア語: Никола́й Петро́вич Реза́нов, 1764年4月8日（ユリウス暦3月28日） - 1807年3月13日）は、ロシア帝国の外交官。極東およびアメリカ大陸への進出に関わり、ロシアによるアラスカおよびカリフォルニアの植民地化を推進した。
露米会社（ロシア領アメリカ毛皮会社）を設立したほか、クルーゼンシュテルンによるロシア初の世界一周航海（1803年）を後援し、自ら隊長として日本まで同行した。この日本来航（1804年、文化元年）はアダム・ラクスマンに続く第2次遣日使節としてのものである。露日辞書のほか多くの著書は、自身も会員だったサンクトペテルブルクのロシア科学アカデミーの図書館に保存されている。彼は40代で死んだが、その短い生涯はロシアおよびアメリカ大陸の運命に大きな影響を与えた。

## 生涯および事績

### 露米会社
サンクトペテルブルクに生まれる。14歳のころには既に5か国語を習得していたといわれる。1778年、砲兵学校を卒業し近衛連隊に入隊。1782年には退役して地方裁判所の判事となり、1787年にはサンクトペテルブルク裁判所に配属され、のち海軍省次官秘書などを務めた。
1791年にはデルジャーヴィン配下の官房長となる。女帝エカチェリーナ2世晩年の最寵臣プラトン・ズーボフはレザノフに関心を持ち、レザノフはズーボフのために部下として働くことになった。ズーボフはこの時期に毛皮交易に関心を寄せており、東シベリアのイルクーツクにいる毛皮商人のグリゴリー・シェリホフと連絡をとっていた。シェリホフはイヴァン・ゴリコフとともに「シェリホフ＝ゴリコフ毛皮会社」（Shelikhov-Golikov Fur Company）を設立し、アラスカ・北太平洋方面への植民や交易活動を行っていた。
1793年冬、レザノフはズーボフの代理としてイルクーツクのシェリホフの事業を視察するため、シベリア横断の旅に出た。1794年夏にレザノフはイルクーツクに着いた。イルクーツクはレザノフの父も数十年前に官吏として赴任していたことがある街であった。シェリホフが年に一度清国との国境の町キャフタで行う交易にもレザノフは同行した。レザノフは、イギリスが海路を使って広州で行う交易に比べると、陸路による清露間のキャフタ交易が非効率かつ旧態依然であることを考えざるをえなかった。1795年1月、レザノフはシェリホフの14歳の娘アンナと結婚し、新婦の持参金としてシェリホフの会社の株式を取得した。アンナは7年後に産褥死したが、その間にレザノフは共同経営者として会社と事業の拡大を進めた。1795年にシェリホフが死ぬと会社の指導者となった。しかし会社の所有権はシェリホフの妻ナタリアにあり、ゴリコフの離脱にともない「アメリカ会社」と改名された会社の経営からレザノフは次第に疎外されてゆく。
レザノフは会社を取り戻して業務を拡大するため、イギリスの勅許会社のようにロシア皇帝から勅許を得て、ロシアの毛皮事業を独占すべきと考えた。レザノフはエカチェリーナ2世の宮廷をうまく立ち回り、勅許を自分に下すよう説得することに成功するが、直後にエカチェリーナ2世は没した。レザノフは新皇帝パーヴェル1世から勅許を得るために説得を最初からやり直したが、非常に精神不安定で強情な新皇帝から良い返事をもらえる見込みはなかった。しかしレザノフは屈せずに皇帝の説得を続け、その間の1797年には、競合会社であるイルクーツクのミルニコフ会社をアメリカ会社に統合させて「合同アメリカ会社」を作り、その経営者となった。1799年7月、パーヴェル1世は、北緯55度線以北のアメリカ大陸にロシア領アメリカ植民地を設立し、勅許会社である露米会社（露領アメリカ会社）に植民地の経営を独占させる「1799年勅令」を出した。これはパーヴェル1世が暗殺される直前であった。露米会社は20年間にわたりアメリカ大陸北西部の北緯55度以北の海岸地帯、アラスカからカムチャツカに伸びるアリューシャン列島、およびカムチャツカから南へ伸びる千島列島の統治を許可された。小規模な交易会社や毛皮商人をこの地の毛皮交易から押し出した露米会社の勅許は、総支配人レザノフおよび会社の出資者だった皇族やシェリホフ家に多大な収入をもたらしたが、まもなく管理の失敗と食糧不足でアラスカ方面の統治は混乱し、会社は大きな損失を出した。

### 遣日使節

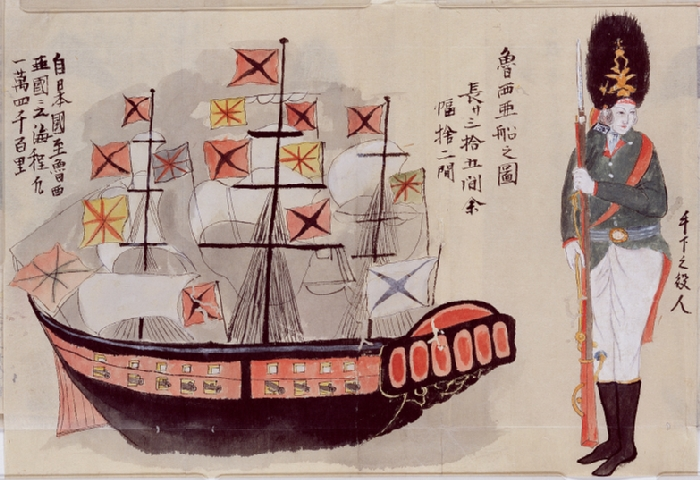
日本側が記録したレザノフの船と兵隊

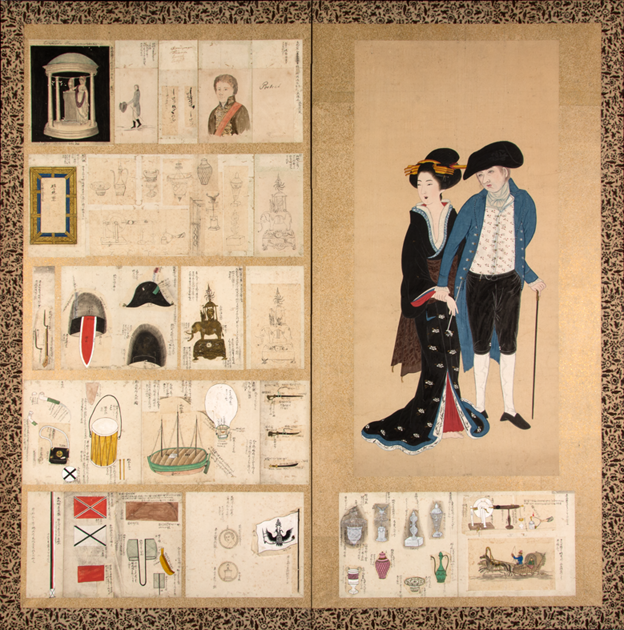
レザノフ屏風

レザノフは、露米会社の食糧難打開や経営改善には南にある日本や清との交易が重要と考えて、遣日使節の派遣を宮廷に働きかけた。これより前の1792年に、日本人漂流民の大黒屋光太夫一行を返還する目的で通商を求めたアダム・ラクスマンと、日本の江戸幕府老中の松平定信との間に国交樹立の約束が交わされていたが、レザノフはこの履行を求めた。彼は日本人漂流民の津太夫一行を送還する名目で、遣日使節としてロシア皇帝アレクサンドル1世の親書を携えた正式な使節団を率いることとなり、正式な国交樹立のために通行許可証である信牌を携え、アーダム・ヨハン・フォン・クルーゼンシュテルンの世界一周航海艦隊の隊長としてペテルブルクから出航し、南米回りで太平洋を航海してハワイ王国を経て、カムチャツカ半島にあるロシアの拠点ペトロパブロフスクへ到着した。
航海中、旗艦ナジェージタ号の艦長クルーゼンシュテルンと激しく対立しつつ、レザノフは津太夫と同じ日本人漂流民の善六から日本語を学び辞書を作った。1804年（文化元年）9月に長崎の出島に来航する。交渉相手の定信は朝廷との尊号一件により老中職から失脚し、幕府は外交能力を失っており、代わりに老中土井利厚が担当した。土井から意見を求められた林述斎は、ロシアとの通商は「祖宗の法」に反するために拒絶すべきであるが、ラクスマンの時に信牌を与えた経緯がある以上、礼節をもってレザノフを説得するしかないと説いた。だが、土井はレザノフに「腹の立つような乱暴な応接をすればロシアは怒って二度と来なくなるだろう。もしもロシアがそれを理由に武力を行使しても日本の武士はいささかも後れはとらない」と主張したという（東京大学史料編纂所所蔵「大河内文書 林述斎書簡」）。その結果、レザノフたちは半年間出島近くに留め置かれることになる（当初は長崎周辺の海上で待たされ、出島付近に幕府が設営した滞在所への上陸が認められたのは来航から約2か月後だった）。この間、奉行所の検使がレザノフらのもとを訪問しており、その中には長崎奉行所に赴任していた大田南畝もいた。翌年には長崎奉行所において長崎奉行遠山景晋（遠山景元の父）から、唐山（中国）・朝鮮・琉球・紅毛（オランダ）以外の国と通信・通商の関係を持たないのが「朝廷歴世の法」で議論の余地はないとして、装備も食料も不十分のまま通商の拒絶を通告される。

### アラスカとカリフォルニア

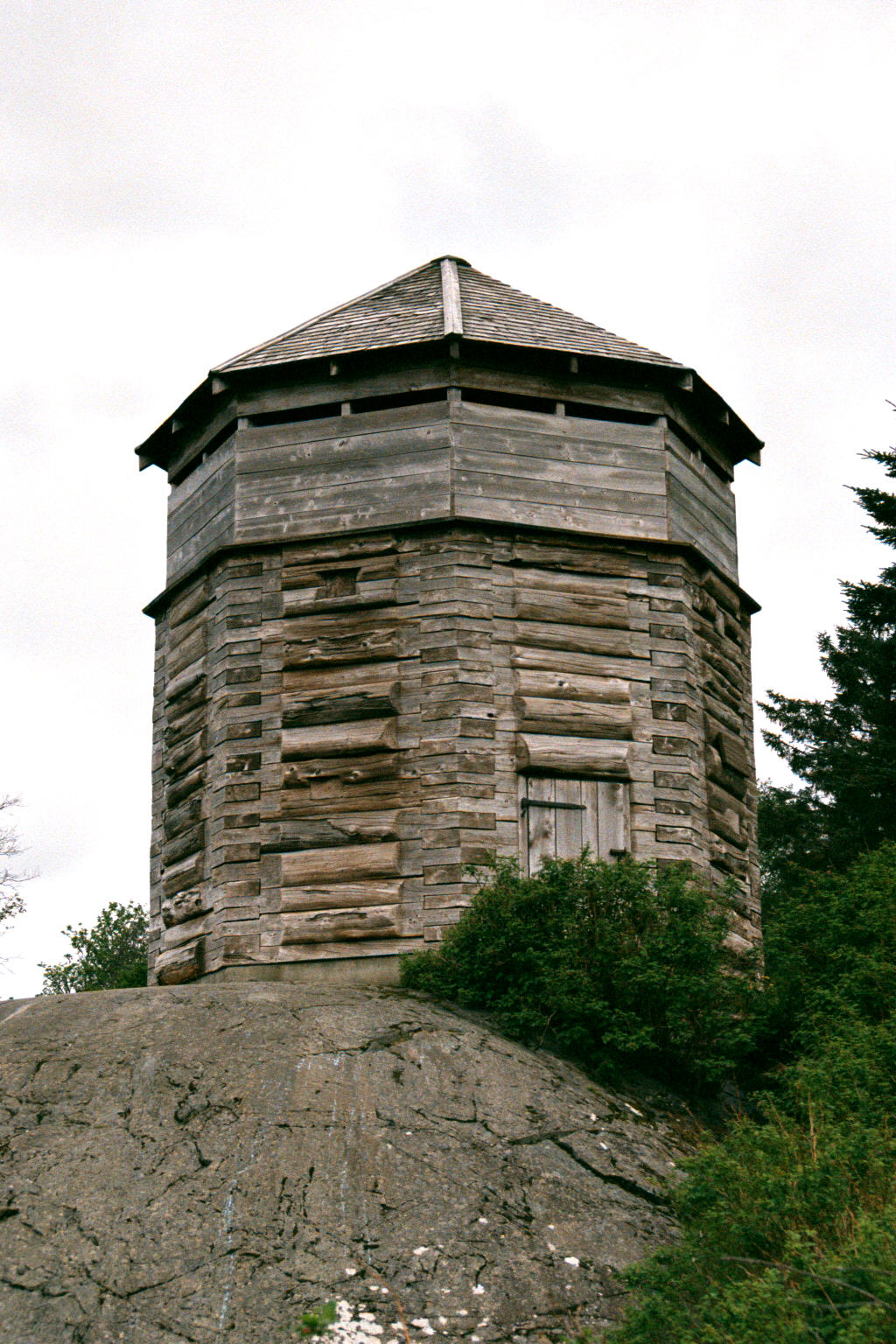
ノヴォアルハンゲリスク（シトカ）に1962年に復元されたロシアの砦の望楼

レザノフは1805年4月に長崎を去り、カムチャツカへ向かった。カムチャツカには彼に対して、極東にとどまり露米会社の営業地である北太平洋やアラスカを視察して混乱を収め経営を立て直すよう、命令が届いていた。この時期、アラスカ海岸ではトリンギット族と露米会社の戦争が続き、1804年のシトカの戦いでようやく事態が収まったところであった。彼はアリューシャン列島伝いにアラスカの本拠であるノヴォアルハンゲリスク（現在のアラスカ州南部シトカ）に向かい、毛皮の乱獲の防止、会社の規則に違反する社員の処刑、小学校や図書館、栄養学校の開設などを行った。
1806年の春、飢餓に苦しむ冬が去ると、レザノフは沿岸に寄航するアメリカ人船長から船を買い、スペイン領カリフォルニア（アルタ・カリフォルニア）へ船出した。この航海には、ヌエバ・エスパーニャとの間に協定を結び、年2回交易を行って食糧難のアラスカにメキシコの食糧を備蓄する狙いもあった。途中で大嵐にあったため、当初の目的であったコロンビア川河口付近（現在のワシントン州およびオレゴン州）のロシア領有宣言を行うことはできなかったが、サンフランシスコ港に到達し投錨することができた。
レザノフは現地のスペイン人たちからの敬意を受け、連日連夜の大歓迎の祝宴でもてなされた。しかしスペイン法によりスペイン植民地は外国勢力との交易が禁じられていることをレザノフは知らされ、カリフォルニアの官僚たちも賄賂・買収に応じず、交渉は不調に終わった。この時、サンフランシスコで会ったアルタ・カリフォルニア総督ホセ・ダリオ・アルゲージョ（José Darío Argüello）の15歳の娘コンセプシオン（コンチータ）と相思相愛となった。ロシア正教徒であるレザノフとカトリック信者であるコンセプシオンとの結婚は大問題となったが、レザノフの外交の手腕もあり聖職者の反対も押し切って婚約することになった。
スペイン政府とロシアとの条約を前向きに考えるよう現地官僚と約束し、サンフランシスコ到着から6週間後の5月10日、レザノフ一行は食糧を満載して出港し、6月8日にアラスカのノヴォアルハンゲリスクへと帰った。

### 病死

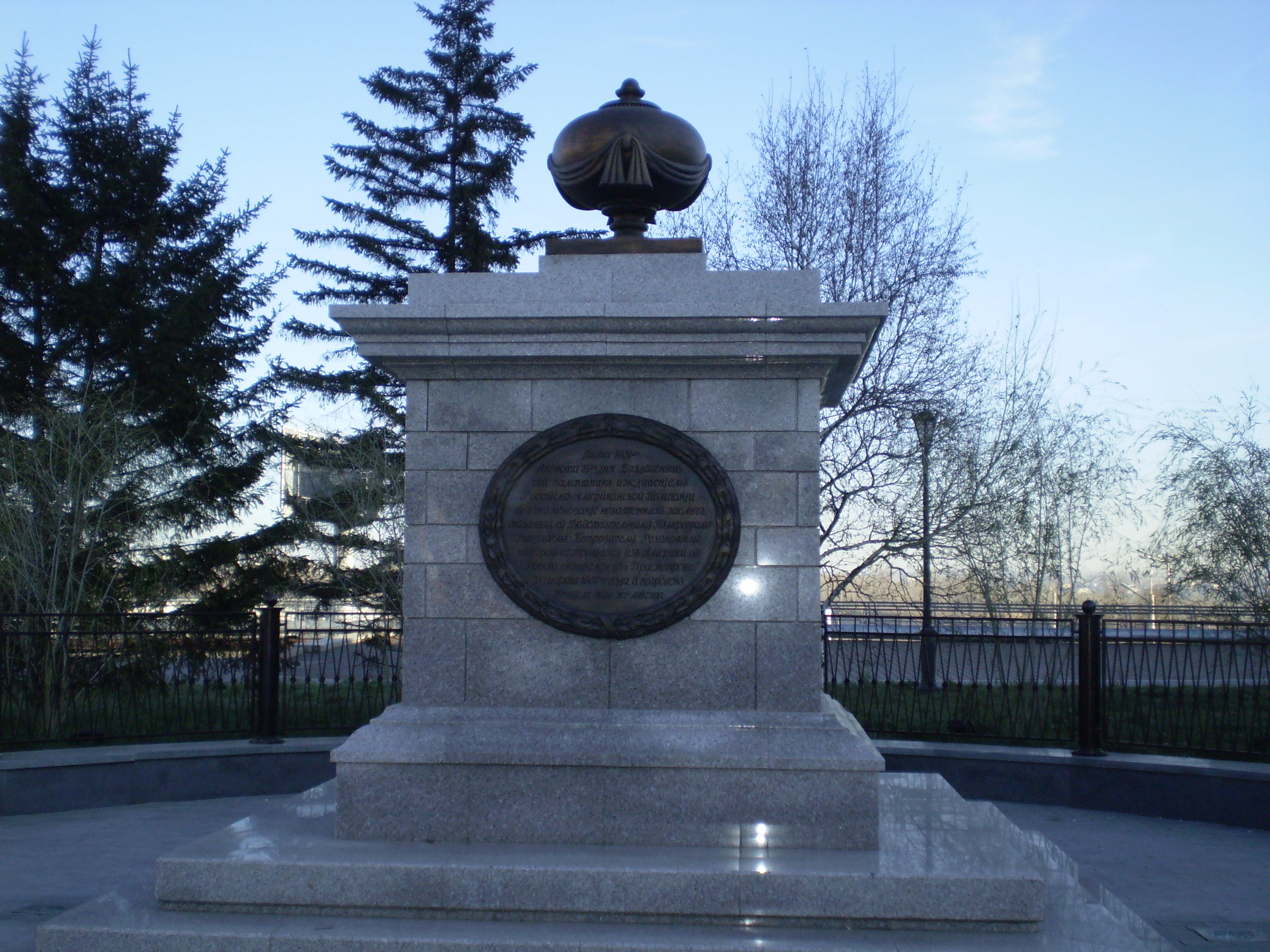
クラスノヤルスクにあるレザノフの墓所に立てられた記念碑。1831年建立、ソ連時代に壊された後、2007年に再建

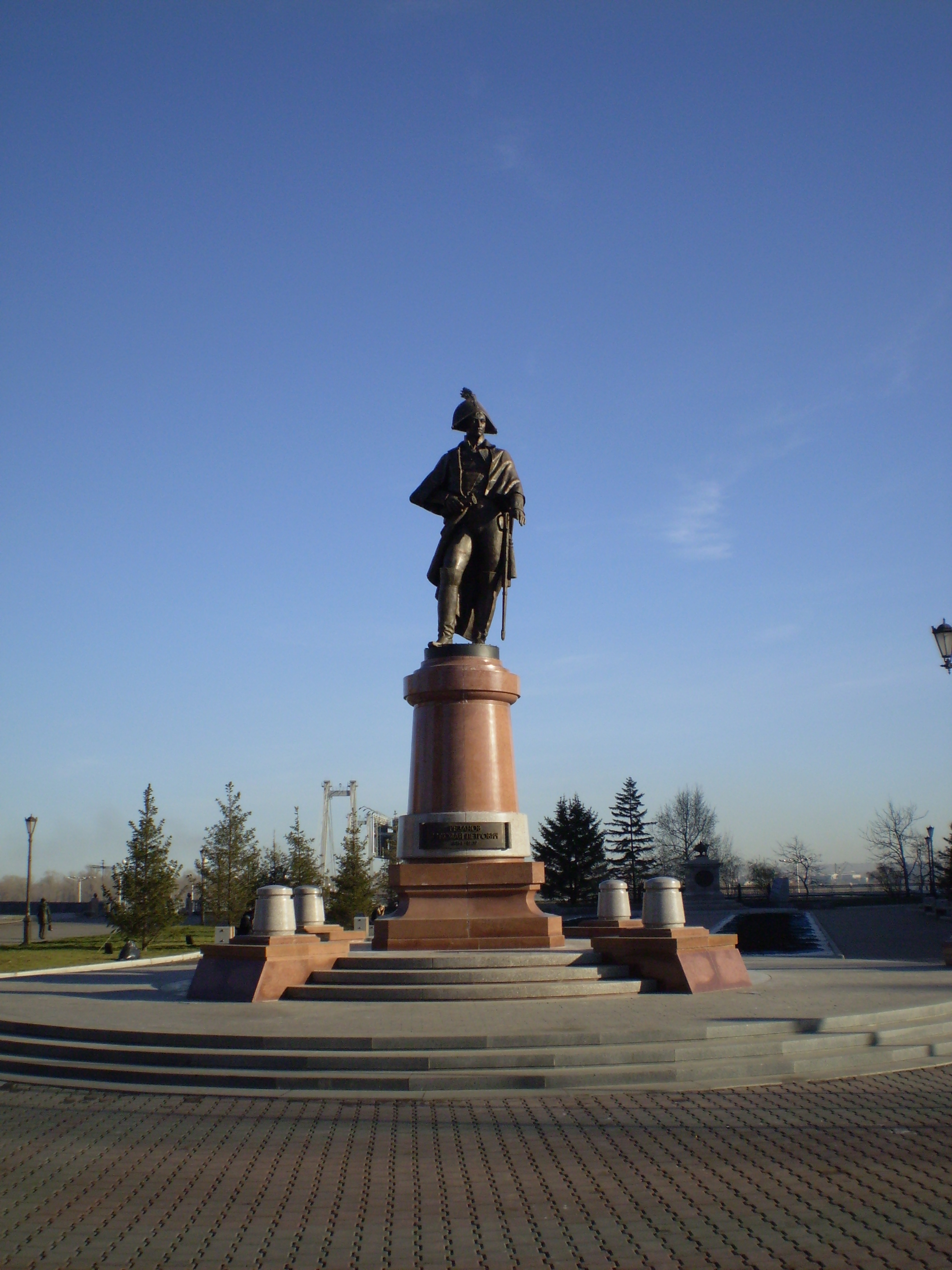
クラスノヤルスクにあるレザノフ像

レザノフはアラスカからすぐにカムチャツカへと戻った。彼は長崎での交渉が膠着した経験から「日本に対しては武力をもっての開国以外に手段はない」と上奏したが、のち撤回した。しかし部下のニコライ・フヴォストフが単独で、1806年に樺太の松前藩の番所、1807年に択捉港ほか各所を襲撃する（フヴォストフ事件、文化露寇）。
フヴォストフが日本の北方を襲撃しているころ、レザノフはスペインとの条約を皇帝に諮るため、カムチャツカから出てペテルブルクに向けてシベリアを横断中であった（彼はコンセプシオンとの結婚の許可をローマ教皇およびスペイン王に懇願する手紙も携えていた）。しかし、長年の過酷な航海およびシベリア横断により疲労し健康を害しており、1807年5月8日クラスノヤルスクで病死した。42歳没。

### その後
フォヴォストフ事件により日露関係は緊張する。土井利厚が豪語していた武士すなわち日本の軍事力がロシアの軍事力の前に太刀打ちできず、その軍事力によって支えられてきた筈の江戸幕府の威信に動揺をもたらしたからである。襲撃直後に江戸をはじめ各地に被害が大袈裟に伝えられたこともあり、やむなく幕府は京都の朝廷（光格天皇）に事件の経緯を報告せざるを得なくなった（『伊光記』文化4年6月29日条）。以後、江戸幕府は自らの威信維持のために内外に対して強硬策を採らざるを得なくなり、やがて1811年にはゴローニン事件が発生する。
レザノフのカリフォルニアへの来航は、露米会社の社員や会社の奴隷であった先住民達が飢餓に苦しむことへの同情に基づくものだったが、ヌエバ・エスパーニャではその意図をめぐり混乱が起きた。彼が露米会社を代表して書いた手紙には、北米西海岸を全面的にロシアに併合し、本国から即座に大量の移民を送ろうという意図が現れている。もしレザノフが生きていれば北米植民地化計画は実行に移されたであろうが、彼が病死したためロシア皇帝はスペインとの条約に調印せず、ロシア領アラスカを立て直す彼の改革も挫折し、困窮するアラスカは次第に衰え、アメリカへの売却へと進んでゆく。

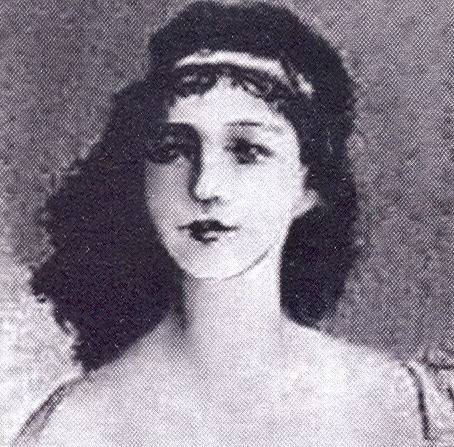
コンセプシオン・アルゲージョ 1791-1857

コンセプシオン・アルゲージョはレザノフの帰りを待ったが、翌1808年に露米会社のアラスカの責任者アレクサンドル・バラノフからの手紙でレザノフの死を知らされた。その後は誰とも結婚せず尼僧となり、1857年に死んだ。
レザノフの評判は日本だけでなくロシアでも良くなかったが、「日本を交易の場に引き出せなかったことと、海上経験のないレザノフが自分の上官に据えられたという、クルーゼンシテルンの怒りからの誣告（ぶこく）ゆえであったらしい」。